# Горянский, Юрий Леонидович
Ю́рий Леони́дович Горя́нский (1 апреля 1929, Сталино, Донецкая область, Украинская ССР, СССР — 5 апреля 2005, Йошкар-Ола, Марий Эл, Россия) — советский и российский деятель сельского хозяйства. Министр сельского хозяйства Марийской АССР (1975—1978), директор племенного завода «Семёновский» Медведевского района Марийской АССР / Республики Марий Эл (1982—2000). Председатель Центризбиркома Республики Марий Эл (1999—2000). Заслуженный агроном РСФСР (1987) и Республики Марий Эл (1999). Член КПСС.

## Биография
Родился 1 апреля 1929 года в г. Сталино (ныне — Донецк) Донецкой области Украинской ССР в семье рабочего 25-тысячника.
В 1953 году окончил Белоцерковский сельскохозяйственный институт. Направлен в Марийскую АССР: агроном в районных хозяйствах, с 1961 года  — директор совхоза «Казанский» Сернурского района, с 1964 года — начальник управления сельского хозяйства Мари-Турекского района, в 1966–1968 годах — директор треста «Скотопром».
Был заместителем министра, в 1975—1978 годах — министром сельского хозяйства Марийской АССР.
В 1978—1982 годах был директором сельхозопытной станции в п. Руэм Медведевского района Марийской АССР. При нём был создан мелиоративный отряд, который проводил осушение пойменных земель, было возведено административное здание станции, большое внимание уделялось подготовке молодых специалистов.
В 1982 году стал первым секретарём Советского райкома КПСС Марийской АССР и одновременно возглавил племенной завод «Семёновский» Медведевского района Марийской республики, где проработал до 2000 года. В 2000 году ушёл на заслуженный отдых.
В 1975—1978 и 1990—1993 годах был депутатом Верховного Совета Марийской республики. В 1999—2000 годах был председателем Центризбиркома Республики Марий Эл.
За вклад в развитие сельского хозяйства в 1987 году ему присвоено звание «Заслуженный агроном РСФСР». В 1999 году он стал заслуженный агрономом Республики Марий Эл. Награждён орденами Октябрьской Революции, Трудового Красного Знамени, «Знак Почёта» (дважды), медалями, в том числе бронзовой медалью ВДНХ, а также 2-мя почётными грамотами Президиума Верховного Совета Марийской АССР.
Скончался 5 апреля 2005 года в Йошкар-Оле.

## Звания и награды
- Заслуженный агроном РСФСР (1987)[1][2]
- Заслуженный агроном Республики Марий Эл (1999)[1][2]
- Орден Октябрьской Революции (1984)[1][2]
- Орден Трудового Красного Знамени (1975)[1][2]
- Орден «Знак Почёта» (1965, 1971)[1][2]
- Бронзовая медаль ВДНХ (1970)[1][2]
- Медаль «За доблестный труд. В ознаменование 100-летия со дня рождения Владимира Ильича Ленина»
- Почётная грамота Президиума Верховного Совета Марийской АССР (1979, 1989)[1][2]